# Sálvame
Sálvame è un singolo del gruppo musicale messicano RBD, pubblicato nel 2005 ed estratto dall'album Rebelde.

## Tracce
1. Sálvame (Album Version)
2. Salva-me (Sálvame Portuguese Version)
3. Sálvame (Acoustic Version)
4. Save Me (Sálvame English Version)
5. Sálvame (Official Remix Version)
6. Sálvame (Techno Remix Version)